# 神田町 (名古屋市)
神田町（かんだちょう）は、愛知県名古屋市千種区の町名。丁番を持たない単独町名である。住居表示実施済み。

## 地理
名古屋市千種区北西部に位置し、東は若水一丁目、西は豊年町、南は内山二丁目、北は松軒二丁目に接する。

## 歴史

### 町名の由来
高牟神社の費用を弁ずる神田があったことに由来する。

### 沿革
- 1935年11月5日 - 東区千種町の一部より成立[3]。
- 1937年10月1日 - 行政区再編に伴い、千種区所属となる[3]。
- 1980年11月23日 - 若竹町・松軒町・千種町・仲田本通・都通の各一部を編入。一部が内山二丁目・今池四丁目となる[3][4]。

## 世帯数と人口
2019年（平成31年）1月1日現在の世帯数と人口は以下の通りである。
| 町丁   | 世帯数  | 人口    |
| ------ | ------- | ------- |
| 神田町 | 806世帯 | 1,474人 |

### 人口の変遷
国勢調査による人口の推移
| 1995年（平成7年）  | 1,508人 | [ WEB 6 ]  |  |
| 2000年（平成12年） | 1,441人 | [ WEB 7 ]  |  |
| 2005年（平成17年） | 1,400人 | [ WEB 8 ]  |  |
| 2010年（平成22年） | 1,337人 | [ WEB 9 ]  |  |
| 2015年（平成27年） | 1,482人 | [ WEB 10 ] |  |

## 学区
市立小・中学校に通う場合、学校等は以下の通りとなる。また、公立高等学校に通う場合の学区は以下の通りとなる。なお、小・中学校は学校選択制度を導入しておらず、番毎で各学校に指定されている。
| 小学校                                                         | 中学校                                                         | 高等学校 |
| -------------------------------------------------------------- | -------------------------------------------------------------- | -------- |
| 名古屋市立内山小学校 名古屋市立高見小学校 名古屋市立大和小学校 | 名古屋市立今池中学校 名古屋市立若水中学校 名古屋市立振甫中学校 | 尾張学区 |

## 施設
- 建國寺
- 名古屋市営神田荘

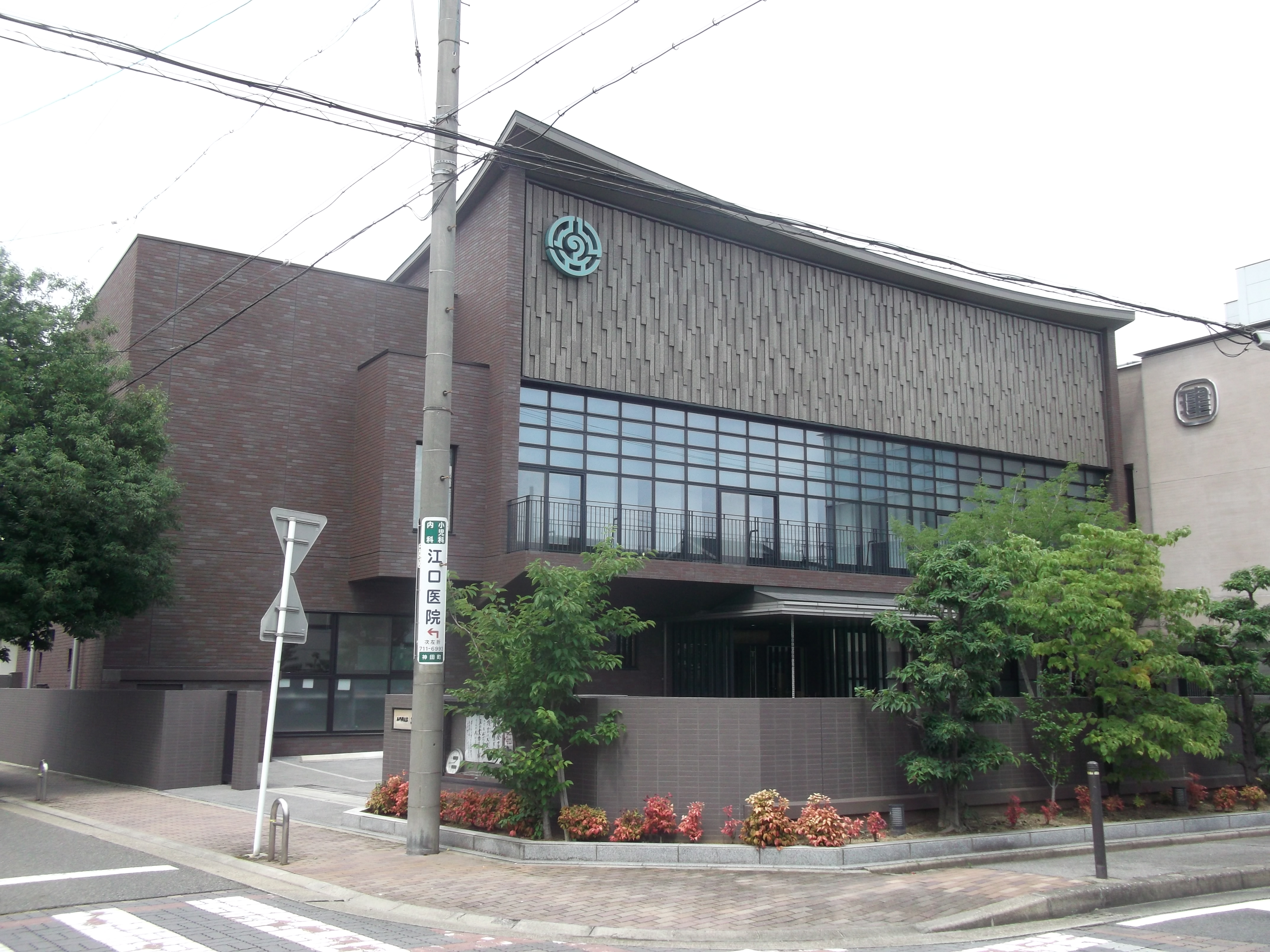
建国寺
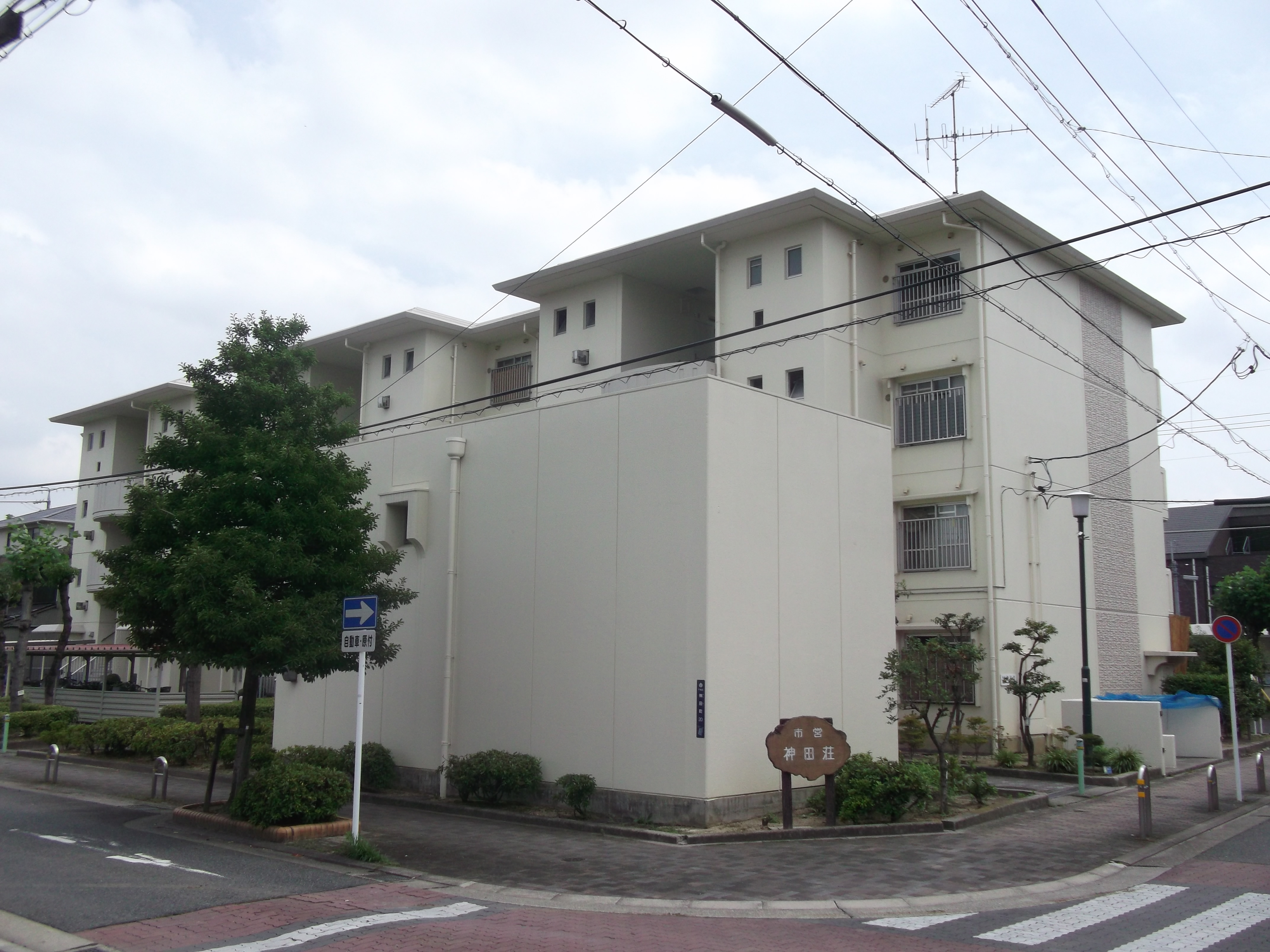
名古屋市営神田荘

## 交通
- 名古屋市道名古屋環状線

## その他

### 日本郵便
- 郵便番号 : 464-0077[WEB 3]（集配局：千種郵便局[WEB 13]）。

### WEB
1. ↑  “愛知県名古屋市千種区の町丁・字一覧”.   人口統計ラボ. 2019年2月5日閲覧。
2. 1 2  “町・丁目(大字)別、年齢(10歳階級)別公簿人口(全市・区別)”.   名古屋市 (2019年1月23日). 2019年1月23日閲覧。
3. 1 2  “郵便番号”.  日本郵便. 2019年1月6日閲覧。
4. ↑  “市外局番の一覧”.   総務省. 2019年1月6日閲覧。
5. ↑  “千種区の町名一覧”.   名古屋市 (2015年10月21日). 2019年1月12日閲覧。
6. ↑  総務省統計局 (2014年3月28日). “平成7年国勢調査の調査結果(e-Stat) - 男女別人口及び世帯数 －町丁・字等” (CSV). 2019年4月27日閲覧。
7. ↑  総務省統計局 (2014年5月30日). “平成12年国勢調査の調査結果(e-Stat) - 男女別人口及び世帯数 －町丁・字等” (CSV). 2019年4月27日閲覧。
8. ↑  総務省統計局 (2014年6月27日). “平成17年国勢調査の調査結果(e-Stat) - 男女別人口及び世帯数 －町丁・字等” (CSV). 2019年4月27日閲覧。
9. ↑  総務省統計局 (2012年1月20日). “平成22年国勢調査の調査結果(e-Stat) - 男女別人口及び世帯数 －町丁・字等” (CSV). 2019年4月27日閲覧。
10. ↑  総務省統計局 (2017年1月27日). “平成27年国勢調査の調査結果(e-Stat) - 男女別人口及び世帯数 －町丁・字等” (CSV). 2019年4月27日閲覧。
11. ↑  “市立小・中学校の通学区域一覧”.   名古屋市 (2018年11月10日). 2019年1月14日閲覧。
12. ↑  “平成29年度以降の愛知県公立高等学校（全日制課程）入学者選抜における通学区域並びに群及びグループ分け案について”.   愛知県教育委員会 (2015年2月16日). 2019年1月14日閲覧。
13. ↑  郵便番号簿 平成29年度版 - 日本郵便. 2019年01月06日閲覧 (PDF)

### 書籍
1. ↑  「角川日本地名大辞典」編纂委員会 1989, p. 1465.
2. ↑  名古屋市計画局 1992, p. 101.
3. 1 2 3  名古屋市計画局 1992, p. 727.
4. ↑  名古屋市計画局 1992, p. 725.